# Skjernkredsen
Skjernkredsen blev nedlagt i 2007. Kredsen var en valgkreds i 1849-1919. Derefter var kredsen en opstillingskreds i Ringkøbing Amtskreds fra 1920 til 2006. 
Den 8. februar 2005 var der 36.440 stemmeberettigede vælgere i kredsen.
Kredsen rummede flg. kommuner og valgsteder:

Pilene angiver hvilken kreds de tidligere kommuner indgår i fra 2007.
1. Aaskov Kommune → Herning Sydkredsen
  1. Karstoft
  2. Kibæk
  3. Sdr. Felding
  4. Skarrild
  5. Stakroge
2. Brande Kommune → Ikastkredsen
  1. Blåhøj
  2. Brande By
  3. Drantum
  4. Uhre
3. Egvad Kommune → Ringkøbingkredsen
  1. Hemmet
  2. Hoven
  3. Lyne
  4. Lønborg,Vostrup
  5. Sdr. Og Nr. Bork
  6. Sdr. Vium
  7. Tarm,Foersum
  8. Ådum
4. Skjern Kommune → Ringkøbingkredsen
  1. Borris
  2. Bølling
  3. Dejbjerg
  4. Faster
  5. Finderup
  6. Hanning
  7. Skjern
  8. Stauning
  9. Sædding
5. Videbæk Kommune → Ringkøbingkredsen
  1. Fjelstervang
  2. Grønbjerg
  3. Herborg
  4. Nr.Vium
  5. Spjald
  6. Troldhede
  7. Videbæk
  8. Vorgod